# Blue and Moody
Blue and Moody — дебютний студійний альбом американської ритм-енд-блюзової співачки Лули Рід, випущений у 1958 році лейблом King.

## Опис
Співачка Лула Рід довгий час (з 1951 по 1955) співпрацювала на King Records зі штатним піаністом/аранжувальником/продюсером Сонні Томпсоном. Її вишуканий стиль добре підходив для блюзових балад. Альбом містить 12 пісень, включаючи найбільший хіт співачки «I'll Drown in My Tears». Більшість пісень була написана штатним продюсером лейблу Генрі Гловером.

## Список композицій
1. «Watch Dog» (Генрі Гловер) — 3:01
2. «I'll Drown in My Tears» (Генрі Гловер) — 2:57
3. «Gong Back to Mexico» (Сонні Томпсон) — 2:35
4. «Three Men» (Тітус Тернер) — 2:34
5. «Sample Man» (Мемі Томас) — 2:29
6. «Last Night» (Генрі Гловер) — 2:29
7. «Rock Love» (Генрі Гловер) — 2:11
8. «Let's Call It a Day» (Генрі Гловер) — 2:40
9. «Bump on a Log» (Генрі Гловер) — 2:29
10. «My Poor Heart» (Сонні Томпсон) — 2:55
11. «Every Second» (Сонні Томпсон, Генрі Гловер) — 2:15
12. «Jealous Love» (Генрі Гловер, Сонні Томпсон) — 2:28

## Учасники запису
- Лула Рід — вокал
- Сонні Томпсон — фортепіано